# Requena pipa
Requena pipa är en insektsart som beskrevs av Rentz, D.C.F. 2001. Requena pipa ingår i släktet Requena och familjen vårtbitare. Inga underarter finns listade i Catalogue of Life.